# Кірієвський Петро Васильович
Кірієвський Петро Васильович (рос. Киреевский Пётр Васильевич, 23 лютого 1808, Долбіно, Російська імперія — 6 листопада 1856, Орел, Російська імперія) — російський письменник, фольклорист-етнограф, перекладач, та археограф. Займався фольклорно-етнографічною діяльністю та збирав російські та українські народні пісні; сам українських народних пісень Кірієвський скоріше за все не збирав, але йому надсилали українські народні пісні інші, зокрема Микола Гоголь. За життя пісні зібрані Кірієвським друкувалися в різних російських журналах, але були надруковані не всі зібрані ним народні пісні, а лише 71 пісня з кількох тисяч. Українські народні пісні яку йому передав, наприклад, Микола Гоголь були надруковані посмертно, зокрема у Москві у 1870 та 1968 раках у збірках пісень Кірієвського.
Брат слов'янофіла Івана Кірієвського.

## Життєпис
Кірієвський народився 23 лютого 1808 року в Долбіно Калузької губернії Російської імперії в придворній сім'ї. 
На життя Кірієвський заробляв переважно літературною діяльністю, зокрема перекладами на російську різних західноєвропейських авторів. Окрім перекладацької діяльності з початку 1830-х років Кірієвський почав також займатися фольклористико-етнографомізмом, що в основному матеріалузувалося у збиранні російських та українських народні пісень та інших фольклорних матеріалів, значна частина з яких була опублікована посмертно.
Кірієвський помер 6 листопада 1856 року у місті Орьол Російської імперії.

## Фольклористсько-етнографічна творчість

### Українські народні пісні в архівах Кірієвського
Займався фольклорно-етнографічною діяльністю та збирав російські та українські народні пісні; сам українських народних пісень Кірієвський не збирав, але йому надсилали українські народні пісні інші, зокрема Микола Гоголь. За життя пісні зібрані Кірієвським видавалися в різних російських журналах, але були надруковані не всі зібрані ним народні пісні, а лише 71 пісня з кількох тисяч. Українські народні пісні яку йому, наприклад, передав Микола Гоголь були надруковані посмертно, зокрема у Пісні, зібрані П.В. Кірієвським, Вип. 8 (рос. Песни, собранные П. В. Киреевским: Вып. 8) виданому у Москві у 1870 році, чи у Томі 79: Пісні, зібрані письменниками: Нові матеріали з архіву П.В. Кірієвського (рос. Том 79: Песни, собранные писателями: Новые материалы из архива П.В. Киреевского) виданому у Москві у 1968 році тощо.
- XIX Пьсни Малорусскія // Песни, собранные П. В. Киреевским: Вып. 8. Общество любителей российской словесности. Москва: Тип. П. Бахметева, 1870. 344 стор.: С. 176-211[1]
- Н.В. Гоголь [українські народні пісні передані Ніколаєм Гоголем у архіві Кірієвського] // Том 79: Песни, собранные писателями: Новые материалы из архива П.В. Киреевского. Москва: Наука; Москва: АН СССР. Ин-т мировой лит. им. А. М. Горького; Ред. тома С. А. Макашин, А. Д. Соймонов, К. П. Богаевская. 1968. 680 стор.: С. 231-280[2]